# Michelangelo Console
Pour les articles homonymes, voir Console.
Michelangelo Console (né le 24 juillet 1812 à Palerme et mort dans la même ville le 13 mai 1897 ) est un botaniste italien.

## Biographie
Il dirige le jardin botanique de Palerme.
Console est l’abréviation botanique standard de Michelangelo Console.
Consulter la liste des abréviations d'auteur en botanique ou la liste des plantes assignées à cet auteur par l'IPNI, la liste des champignons assignés par MycoBank, la liste des algues assignées par l'AlgaeBase et la liste des fossiles assignés à cet auteur par l'IFPNI.